# Ophiomitra valida
Ophiomitra valida är en ormstjärneart som beskrevs av George Richard Lyman 1869. Ophiomitra valida ingår i släktet Ophiomitra och familjen knotterormstjärnor. Inga underarter finns listade i Catalogue of Life.